# Coupe du monde de cricket de 2007
Navigation
Coupe du monde 2003 Coupe du monde 2011
La Coupe du monde de cricket de 2007 est la neuvième édition de la Coupe du monde de cricket. Organisée par le Conseil international du cricket, elle se déroule entre le 13 mars et le 28 avril 2007 dans plusieurs nations des Caraïbes regroupées sous l'appellation « Indes occidentales ».
Seize équipes participent à la compétition et s'affrontent au cours de cinquante-et-une rencontres. Comme quatre ans auparavant, l'Australie remporte tous les matchs qu'elle dispute, et notamment la finale jouée face au Sri Lanka. L'Australien Glenn McGrath prend vingt-six wickets, un record en une édition, et termine « meilleur joueur » de la compétition.

## Organisation

### Choix du lieu

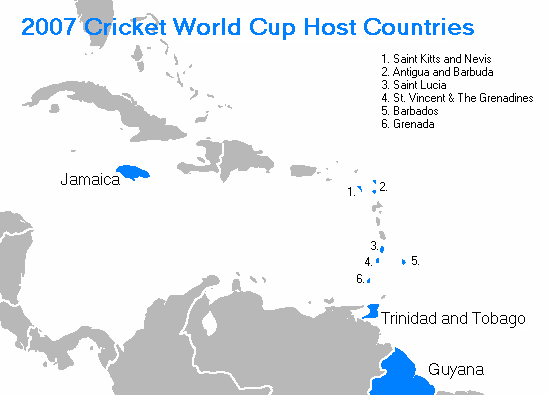
Lieu choisi pour recevoir la coupe du monde 2007

La coupe du monde fut attribuée aux Antilles, selon la volonté de l'ICC. C'est la première fois que cette compétition a lieu à cet endroit malgré le fait que les Indes Occidentales aient remporté le trophée à deux occasions en 1975 et en 1979.

### Stades sélectionnés
Huit stades à travers les Indes occidentales furent retenus pour accueillir le tournoi final de la coupe du monde de cricket. Chacun a accueilli six matchs à l'exception de Sainte-Lucie, Jamaïque et la Barbade qui en accueillirent sept.
| Pays                       | Ville          | Stade                       | Capacité | Matchs               | Coût                        |
| -------------------------- | -------------- | --------------------------- | -------- | -------------------- | --------------------------- |
| Antigua-et-Barbuda         | Saint John's   | Sir Vivian Richards Stadium | 20 000   | Super 8              | US$54 Million               |
| Barbade                    | Bridgetown     | Kensington Oval             | 32 000   | Super 8 & Final      | US$69.1 Million             |
| Grenade                    | Saint-Georges  | Queen's Park                | 20 000   | Super 8              |                             |
| Guyana                     | Georgetown     | Providence Stadium          | 20 000   | Super 8              | US$26 Million/US$46 Million |
| Jamaïque                   | Kingston       | Sabina Park                 | 30 000   | Group D & Semi-final | US$26 Million               |
| Saint-Christophe-et-Niévès | Basseterre     | Warner Park Stadium         | 10 000   | Group A              | US$12 Million               |
| Sainte-Lucie               | Gros Islet     | Beausejour Stadium          | 20 000   | Group C & Semi-final | US$23 Million               |
| Trinité-et-Tobago          | Port-d'Espagne | Queen's Park Oval           | 25 000   | Group B              |                             |

## Équipes participantes

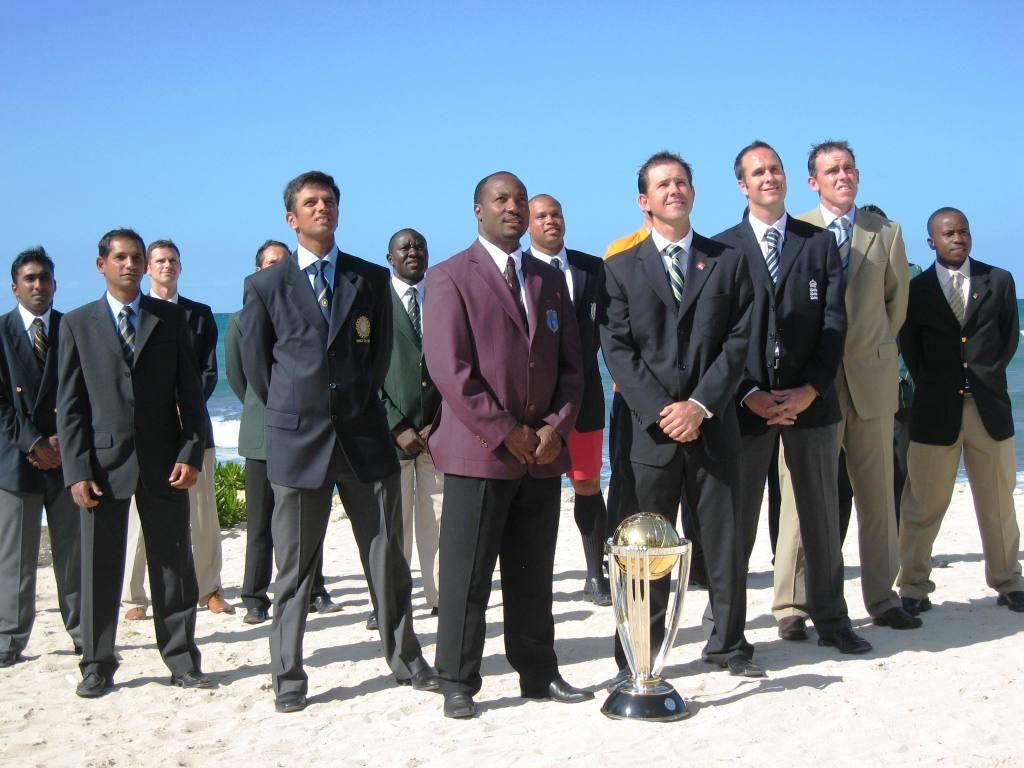
Les capitaines des équipes qualifiées posent devant le trophée.

Seize équipes participent à la coupe du monde 2007. Parmi elles, dix sélections sont qualifiées d'office, celles dont la fédération est membre de plein droit de l'International Cricket Council — autrement dit, les dix équipes habilitées à jouer au Test cricket.
Le Kenya, qui bénéficie du statut de nation « One-day International » jusqu'en 2009, participe également d'office à la phase finale. Enfin, cinq autres équipes sont issues d'un processus de qualification qui s'est achevé par l'édition 2005 de l'ICC Trophy.
| Nations « test »                 | Afrique du Sud, Angleterre, Australie, Bangladesh, Inde, Indes occidentales, Nouvelle-Zélande, Pakistan, Sri Lanka, Zimbabwe |
| Nation « One-day International » | Kenya |
| Nations qualifiées               | Bermudes, Canada, Écosse, Irlande, Pays-Bas                                                                                  |

## Couverture médiatique

Mascotte de la coupe du monde

La coupe du monde grandit en popularité après chaque tournoi. Les sponsors et les droits de télévision n'ont cessé de s'accroître, quelque 550 millions de dollars furent dépensés pour la retransmission des coupes du monde 2003 et 2007. L'édition 2007 fut retransmise dans près de 200 pays avec une audience d'environ 2 milliards de téléspectateurs. Enfin quelque 100 000 touristes se déplacèrent aux Antilles juste en raison de l'évènement,.
La mascotte de la compétition est un raton laveur orange appelé Mello. Son but est de ressembler aux jeunes des Indes Occidentales, avec une attitude relaxée. La chanson officielle de la coupe du monde est The Game of Love and Unity de Shaggy, Rupee et Faye-Ann Lyons.
L'édition 2007 fut le tournoi ayant remporté le plus de succès, quelque 570 000 billets furent vendus.

## Tournoi
Le tournoi commence par une phase de poules. Quatre poules de quatre équipes s'affrontent pour accéder au Super 8, que les deux premiers se qualifient pour le tour suivant. Pour des raisons de logistiques, l'Australie, l'Angleterre, l'Inde et les Indes Occidentales sont tous quatre dans des groupes séparés pour faciliter à leurs supporters le transport et permettre aux stades d'être remplis (car ce sont ces quatre nations qui draignent le plus de spectateurs).
Les groupes sont faits selon les rangs des nations dans l'ICC.
| Groupe A                                                   | Groupe B                                             | Groupe C                                                   | Groupe D                                                      |
| ---------------------------------------------------------- | ---------------------------------------------------- | ---------------------------------------------------------- | ------------------------------------------------------------- |
| Australie (1) Afrique du Sud (5) Écosse (12) Pays-Bas (16) | Sri Lanka (2) Inde (6) Bangladesh (11) Bermudes (15) | Nouvelle-Zélande (3) Angleterre (7) Kenya (10) Canada (14) | Pakistan (4) Indes occidentales (8) Zimbabwe (9) Irlande (13) |

### Système
Avant le début du tournoi, de nombreux matchs amicaux furent disputés pour permettre aux équipes de s'habituer avec les conditions climatiques de la région. Les 24 matchs des poules eurent lieu entre le 13 mars et le 25 mars 2007. Les deux meilleures équipes se qualifient pour le Super 8 (mini-championnat entre 8 équipes où chacune se rencontre une fois). Les quatre premiers du Super 8 se qualifient pour les demi-finales (dans la précédente coupe du monde, ce fut un Super 6 où six équipes s'affrontaient). Ce Super 8 s'est joué entre le 27 mars et le 21 avril 2007 et a été l'occasion de 24 nouveaux matchs.
Pour les demi-finales, les rencontrent ont lieu de cette manière, le premier du Super 8 affrontent le quatrième et le second affronte le troisième. Le vainqueur de la demi-finale se qualifie pour la finale.
Chaque match de ce tournoi sera disputé sur une seule journée.

#### Groupes
Tous les matchs ont débuté à 13h30 UTC (sauf le groupe D à 14h30 UTC).
| Équipe         | Pts | MJ | V | N | D |
| -------------- | --- | -- | - | - | - |
| Australie      | 6   | 3  | 3 | 0 | 0 |
| Afrique du Sud | 4   | 3  | 2 | 0 | 1 |
| Pays-Bas       | 2   | 3  | 1 | 0 | 2 |
| Écosse         | 0   | 3  | 0 | 0 | 3 |

| Équipe     | Pts | MJ | V | N | D |
| ---------- | --- | -- | - | - | - |
| Sri Lanka  | 6   | 3  | 3 | 0 | 0 |
| Bangladesh | 4   | 3  | 2 | 0 | 1 |
| Inde       | 2   | 3  | 1 | 0 | 2 |
| Bermudes   | 0   | 3  | 0 | 0 | 3 |

| Équipe           | Pts | MJ | V | N | D |
| ---------------- | --- | -- | - | - | - |
| Nouvelle-Zélande | 6   | 3  | 3 | 0 | 0 |
| Angleterre       | 4   | 3  | 2 | 0 | 1 |
| Kenya            | 2   | 3  | 1 | 0 | 2 |
| Canada           | 0   | 3  | 0 | 0 | 3 |

| Équipe             | Pts | MJ | V | N | D |
| ------------------ | --- | -- | - | - | - |
| Indes Occidentales | 6   | 3  | 3 | 0 | 0 |
| Irlande            | 3   | 3  | 1 | 1 | 1 |
| Pakistan           | 2   | 3  | 1 | 0 | 2 |
| Zimbabwe           | 1   | 3  | 0 | 1 | 2 |

#### Super 8
| Équipe             | Pts | MJ | V | N | D |
| ------------------ | --- | -- | - | - | - |
| Australie          | 14  | 7  | 7 | 0 | 0 |
| Sri Lanka          | 10  | 7  | 5 | 0 | 2 |
| Nouvelle-Zélande   | 10  | 7  | 5 | 0 | 2 |
| Afrique du Sud     | 8   | 7  | 4 | 0 | 3 |
| Angleterre         | 6   | 7  | 3 | 0 | 4 |
| Indes Occidentales | 4   | 7  | 2 | 0 | 5 |
| Bangladesh         | 2   | 7  | 1 | 0 | 6 |
| Irlande            | 2   | 7  | 1 | 0 | 6 |

#### Phase finale
|  | Demi-finales                                            | Demi-finales                               |           |       | Finale                                          | Finale                                          |
|  | Demi-finales                                            | Demi-finales                               |           |       | Finale                                          | Finale                                          |
|  |                                                         |                                            |           |       |                                                 |                                                 |
|  | 24 avril - Sabina Park, Kingston, Jamaïque              | 24 avril - Sabina Park, Kingston, Jamaïque |           |       | 28 avril - Kensington Oval, Bridgetown, Barbade | 28 avril - Kensington Oval, Bridgetown, Barbade |
|  | 24 avril - Sabina Park, Kingston, Jamaïque              | 24 avril - Sabina Park, Kingston, Jamaïque |           |       | 28 avril - Kensington Oval, Bridgetown, Barbade | 28 avril - Kensington Oval, Bridgetown, Barbade |
|  | 2 Sri Lanka                                             | 289/5                                      |           |       | 28 avril - Kensington Oval, Bridgetown, Barbade | 28 avril - Kensington Oval, Bridgetown, Barbade |
|  | 2 Sri Lanka                                             | 289/5                                      |           |       | 28 avril - Kensington Oval, Bridgetown, Barbade | 28 avril - Kensington Oval, Bridgetown, Barbade |
|  | 3 Nouvelle-Zélande                                      | 208                                        |           |       | 28 avril - Kensington Oval, Bridgetown, Barbade | 28 avril - Kensington Oval, Bridgetown, Barbade |
|  | 3 Nouvelle-Zélande                                      | 208                                        | Sri Lanka | 215/8 |                                                 |                                                 |
|  | 25 avril - Beausejour Stadium, Gros Islet, Sainte-Lucie |                                            | Sri Lanka | 215/8 |                                                 |                                                 |
|  |                                                         | Australie                                  | 281/4     |       |                                                 |                                                 |
|  | 1 Australie                                             | Australie                                  | 281/4     | 153/3 |                                                 |                                                 |
|  | 1 Australie                                             |                                            |           | 153/3 |                                                 |                                                 |
|  | 4 Afrique du Sud                                        | 149                                        |           |       |                                                 |                                                 |
|  | 4 Afrique du Sud                                        | 149                                        |           |       |                                                 |                                                 |